# Nodobaculariella
Nodobaculariella es un género de foraminífero bentónico de la subfamilia Nodobaculariellinae, de la familia Fischerinidae, de la superfamilia Cornuspiroidea, del suborden Miliolina y del orden Miliolida. Su especie tipo es Nodobaculariella japonica. Su rango cronoestratigráfico abarca desde el Plioceno hasta la Actualidad.

## Discusión
Clasificaciones más recientes incluyen Nodobaculariella en la superfamilia Nubecularioidea.

## Clasificación
Nodobaculariella incluye a las siguientes especies:
- Nodobaculariella atlantica
- Nodobaculariella cassis
- Nodobaculariella chathamensis
- Nodobaculariella clarionica
- Nodobaculariella cristobalensis
- Nodobaculariella convexiuscula
- Nodobaculariella cullrata
- Nodobaculariella japonica
- Nodobaculariella multilocularis
- Nodobaculariella ornata
- Nodobaculariella parva
- Nodobaculariella robusta
- Nodobaculariella rudita
- Nodobaculariella rustica
- Nodobaculariella striata

Otras especies consideradas en Nodobaculariella son:
- Nodobaculariella craigi, de posición genérica incierta
- Nodobaculariella differens, de posición genérica incierta
- Nodobaculariella galapagosensis, de posición genérica incierta